# Trofeo Doctor Assalit
Il Trofeo Doctor Assalit (cat. Trofeu Doctor Assalit) era uno dei trofei messi in palio dal 1963 al 1974 durante le prime edizioni della Setmana Catalana, corsa a tappe di ciclismo su strada organizzata in Catalogna (Spagna).
Assegnato dall'Esport Ciclista Barcelona, era normalmente aggiudicato al vincitore della prima prova (o prima tappa) della Setmana Catalana; il via della gara per l'assegnazione del Trofeo era normalmente a Barcellona, mentre l'arrivo fu negli anni a Barcellona (1963, 1964), Vilanova i la Geltrú (1965), Viladecans (1966), Manlleu (1967), Girona (1968), Reus (1969, 1970 e 1971, quest'ultimo con partenza a Castelldefels), Igualada (1970, con partenza a Reus), Valls (1972, con partenza a Sabadell) e Malgrat de Mar (1974, con partenza a Ripoll). Nel 1970 il Trofeo venne "raddoppiato" in quanto la prima prova della Setmana Catalana de Ciclisme era stata suddivisa in due semitappe; nel 1971 fu assegnato nell'ambito della seconda semitappa della prima tappa, mentre l'anno dopo e nel 1974 fu assegnato al termine della seconda tappa.

## Albo d'oro
| Anno | Vincitore               | Secondo                 | Terzo                  |               |
| ---- | ----------------------- | ----------------------- | ---------------------- | ------------- |
| 1963 | José Pérez Francés      | José Martín Colmenarejo | José Segu              |               |
| 1964 | José Pérez Francés      | José Antonio Momeñe     | Sebastián Elorza       |               |
| 1965 | Jaume Alomar            | Rafael Carrasco         | Aurelio González       |               |
| 1966 | José Manuel López       | José Manuel Lasa        | Aurelio González       |               |
| 1967 | Jaume Alomar            | Domingo Perurena        | Jorge Mariné           |               |
| 1968 | Martin Van Den Bossche  | Eddy Merckx             | Domingo Perurena       |               |
| 1969 | Dino Zandegù            | Rudi Altig              | Valère Van Sweevelt    |               |
| 1970 | Joaquim Agostinho       | Italo Zilioli           | René Pijnen            |               |
| 1970 | Italo Zilioli           | Rudi Altig              | Barry Hoban            |               |
| 1971 | Walter Godefroot        | Ramón Sáez              | Albert Van Vlierberghe |               |
| 1972 | Cyrille Guimard         | Jacky Mourioux          | Miguel María Lasa      |               |
| 1973 | Non assegnato           | Non assegnato           | Non assegnato          | Non assegnato |
| 1974 | Christian De Buysschere | Gerben Karstens         | Albert Van Vlierberghe |               |